# Marcos Couch
Marcos José Couch (Buenos Aires, le 14 juin 1960), est un alpiniste argentin, connu pour ses réalisations professionnelles dans les montagnes comme le Shisha Pangma au Tibet, ou le Fitz Roy en Patagonie argentine. Depuis 1987, il est guide de montagne et a travaillé à l'échelle internationale.

## Biographie
Marcos Couch est le fils aîné de Richard Arden Couch et Beatriz Elena Melano. Son père, citoyen américain, était docteur en théologie et un prêtre à l'église presbytérienne, et sa mère, argentine, était professeur de littérature à l'université de Buenos Aires et docteur en théologie.
L'activité professionnelle de ses parents lui a donné l'expérience de vivre dans différents pays au cours de son enfance. Ils ont vécu la majeure partie de leur vie à Buenos Aires, à proximité de Flores; mais ils ont également vécu à Pittsburgh, États-Unis (1963-1964), Strasbourg, France (1970-1971) et Bangalore (1978). Ses jeunes sœurs se nomment Ana Gabriela et Johanna Ruth.

## Carrière

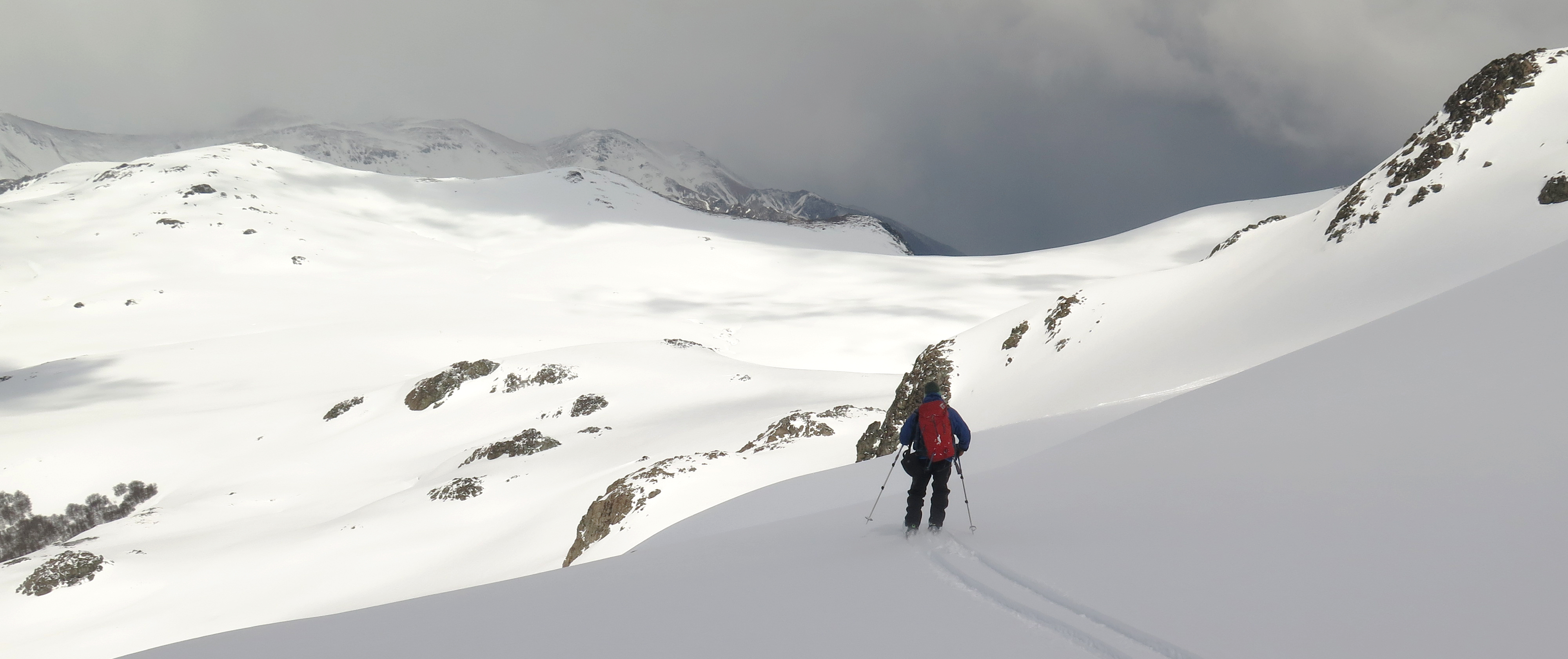
Ski de randonnée

Marcos Couch a étudié la philosophie à l'Université del Salvador à Buenos Aires et le théâtre à l’École nationale d'art dramatique (aujourd'hui l'Université nationale des arts (es)). Cependant, il a consacré toute sa vie à sa troisième carrière, Guide de Montagne. Il a obtenu sa qualification de la AAGM (Asociación Argentina de Guías de Montaña), ratifié plus tard par l'UIAGM (Union Internationale des Associations de Guides de Montagnes).
Il a travaillé pour des agences de voyages de France, de Belgique, des États-Unis, d'Angleterre et du Canada, pour emmener des touristes aux montagnes du monde entier.
Marcos Couch a commencé son activité de montagne très jeune. À l'âge de 18 ans (1978), il faisait partie de la deuxième ascension du Cerro Moreno, sur le Champ de Glace Patagonique Sud.
En 2004, il a déménagé à Bariloche en Patagonie où il aime pratiquer le ski alpin, ski de randonnée, planche à voile, du kayak, de l'escalade et la randonnée.

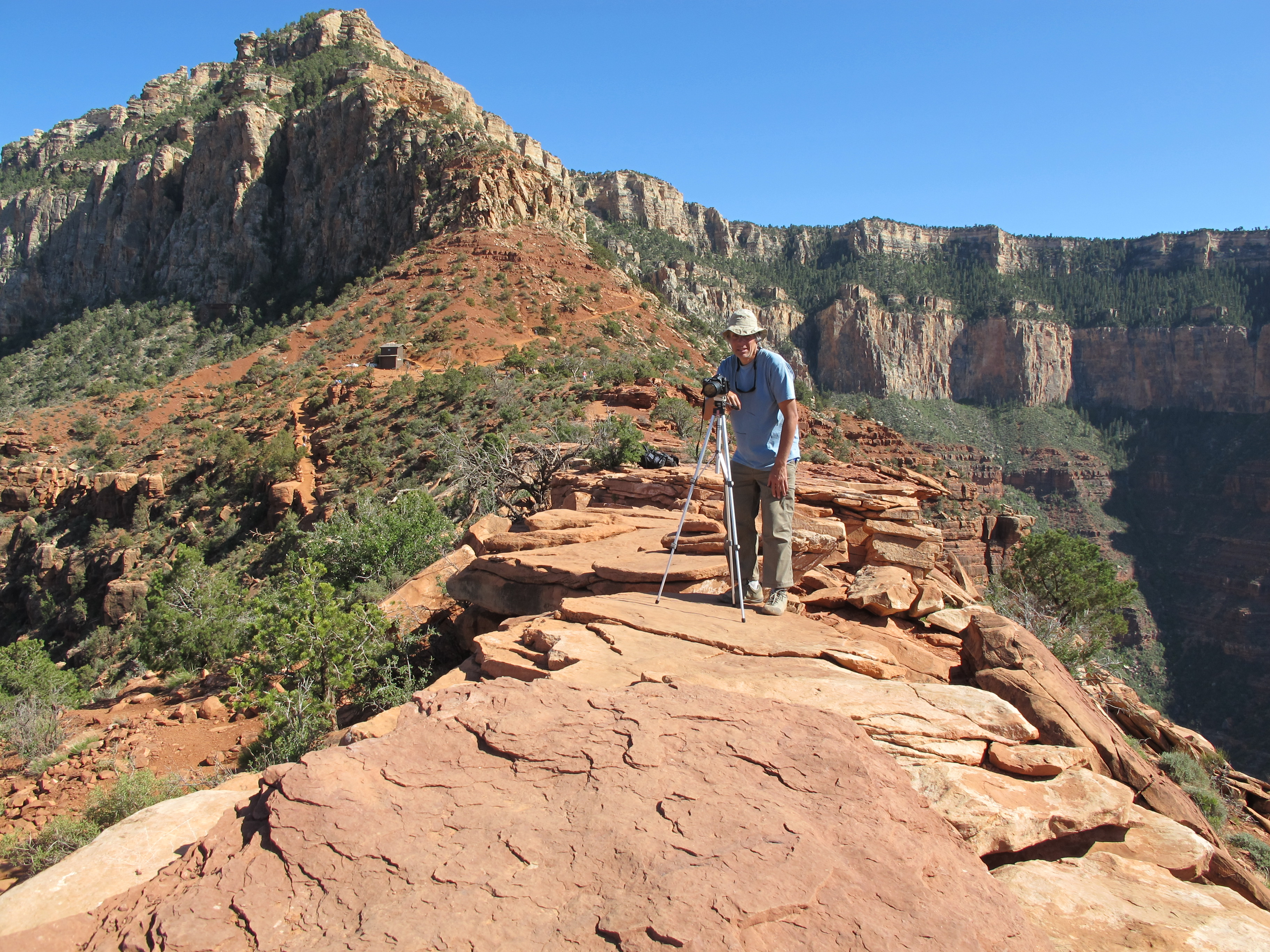
Marcos, en tant que photographe dans le Grand Canyon

Il a toujours pratiqué la photographie, il a publié une partie de son travail, et affiche ses photographies à Bariloche et Buenos Aires.

## Activités
- 1978 : Deuxième ascension du Cerro Moreno, Champ de glace Sud de Patagonie.
- 1979 : Escalade sur glace Course, Cerro Tronador, frontière entre l'Argentine et le Chili.
- 1980 : Kayak Paddeling descendre la rivière sur la rivière Huallagas (500 kilomètres) Amazonie péruvienne.
- 1980 : Tentative d'ascension du Cerro Illimani (6500 mètres) en Bolivie.
- 1981 : Tentative d'ascension du Cerro Fitz Roy, Patagonie, frontière entre l'Argentine et le Chili.
- 1982 : Navigation de la rivière Santa Cruz, sur un bateau pneumatique des Andes à l'océan Atlantique, Patagonie argentine.
- 1982 : Varappe, Cerro Catedral, Patagonie argentine.
- 1983 : Hiver grimper au Agujas del Catedral (Bariloche, Patagonie argentine) et de la Sierra de los Gigantes (Córdoba, Argentine).
- 1984 : Ouverture de la Ruta Argentine (voie d'escalade) sur le Cerro Fitz Roy, Patagonie, frontière entre l'Argentine et le Chili[2].
- 1984 : Traversée de ski à travers le Cerro Catedral et Cerro Tronador, Patagonie.
- 1985 : Montée de la Route Bouclier au El Capitán, Yosemite, États-Unis.
- 1986 : Traversée de la Champ de glace Sud de Patagonie et tenter de relever le Cerro Torre.
- 1987 : Cours de ski Traversée de la Fédération française de la montagne et de l'escalade (FFME) et du CAB (Club Andino Bariloche).
- 1987 : Il commence son guidage pour l'Agence Allibert (France). Argentine: Aconcagua 6961 mètres. Pérou: Huascaran, 6800 mètres, Ausangate 6400 mètres, Chachani 6050 mètres. Équateur: Cotopaxi Vulcano. Autre guidage en Inde, au Népal et au Tibet.
- 1988 : Ouverture de la Vía del Orco (voie d'escalade) au Cerro Catedral, Patagonie argentine[3].
- 1989 : Thriatlon de Mar del Plata, en Argentine.
- 1990 : Quatrième ascension du Monte San Valentín, Champ de glace Nord de Patagonie, Chili comme guide avec le groupe Accor (France), en Patagonie[4].
- 1991 : Directeur du cours de l'escalade de glace, Cerro Tronador, Argentine-Chili.
- 1992 : Nord-Soth traversant le Champ de glace Sud de Patagonie.
- 1993 : Première argentine d'expédition réussie au Shisha Pangma (8045 mètres) Himalaya, Tibet.
- 1993 : Il a été nommé président de la CABA (Club Andino Buenos Aires)[5].
- 1997 : Expedition Champ de glace Sud de Patagonie.
- 1997 : 13e montée vers le Mont San Lorenzo, Argentine-Chili, 3770 mètres (atteindre le sommet avec l'ensemble du groupe)
- 1997 : New York marathon.
- 1997 : Coproducteur d'un documentaire sur Champ de glace Sud de Patagonie pour "América TV".
- 1987-2000 : Cinq ascensions aux Aconcagua 6961 mètres, Argentine.
- 1999 : Montée de la Route Mezcalito, Cerro El Capitán, Yosemite, États-Unis.
- 2003 : Ascension du mont Kilimandjaro, en Tanzanie.
- 2004-2013 : Plusieurs ascensions des volcans Llaima, Villarica, Osorno, Lanín, Puyehue, Casablanca, (surtout au Chili) Tronador (Argentine-Chili) y Batea Mahuida.
- 2012 : Kayak pagayant le long du fleuve, Río Santa Cruz, Patagonie argentine.
- 2014 : Participe au programme de Faut pas rêver de France 3, à l'occasion du 30e anniversaire de l'ascension au Fitz Roy
- 2015 : Montée au Cerro Pisco et Chopicalqui à la Cordillère Blanche et la Cordillère Huayhuash, Pérou